# Odontura rhaphidospora
Odontura rhaphidospora är en lavart som först beskrevs av Rehm, och fick sitt nu gällande namn av Frederic Edward Clements. Odontura rhaphidospora placeras i släkte Odontura (monotypisk), inom familjen Odontotremataceae. Arten är reproducerande i Sverige.